# Gretsch

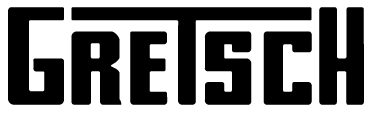
Gretsch "T-roof" logo, in gebruik op gitaren sinds 1954

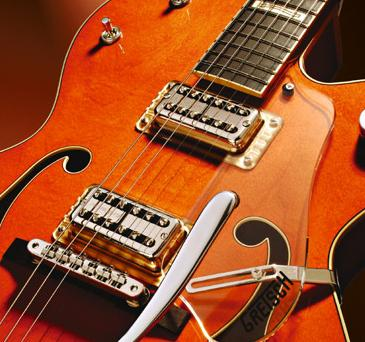

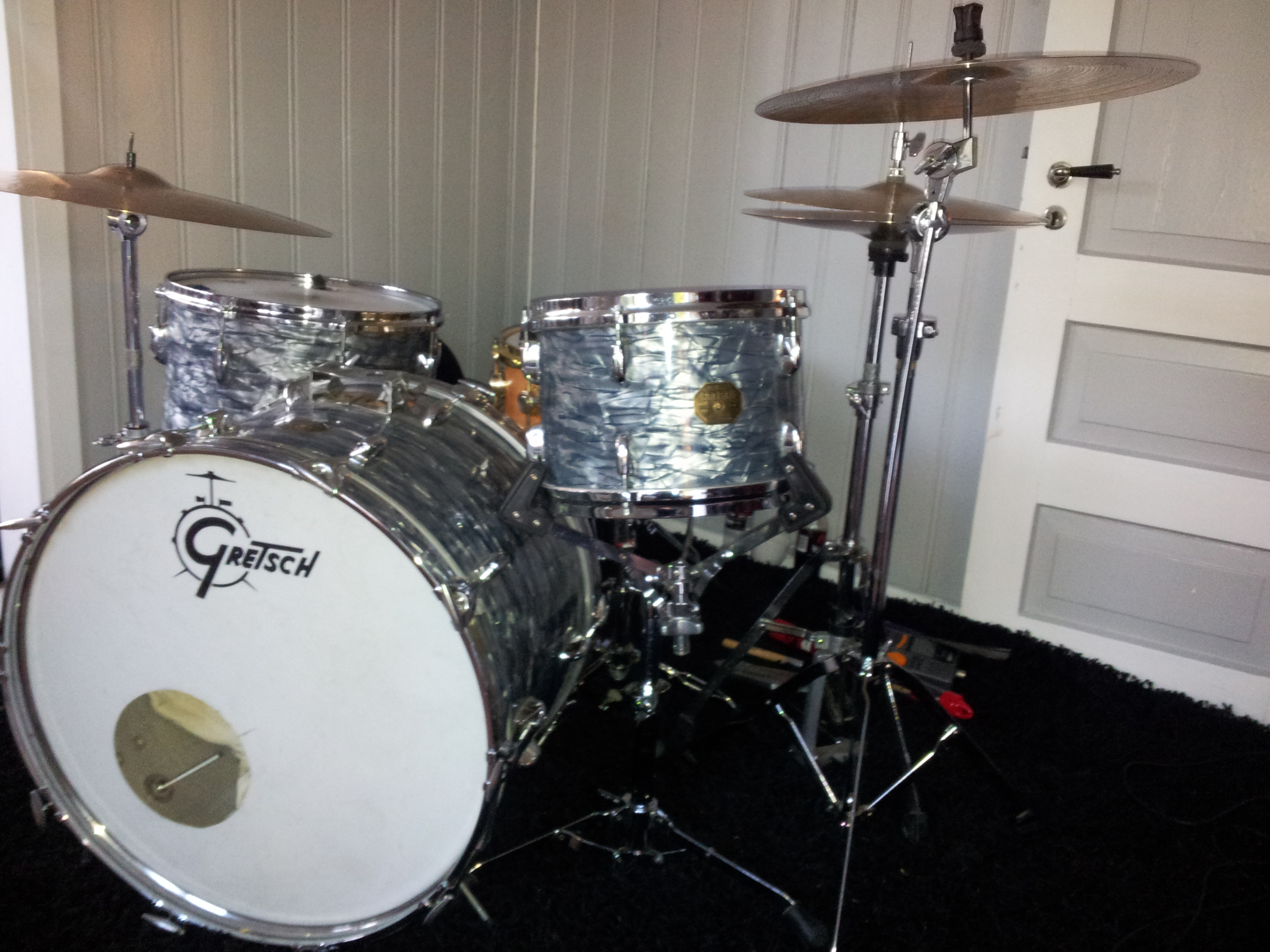
Gretsch drumstel met logo van Gretsch Drums

Gretsch is een Amerikaanse fabrikant van slagwerkinstrumenten, versterkers en gitaren. Het bekendst is de onderneming door zijn drumstellen en vooral elektrische gitaartypen als de White Falcon en de Duo Jet.

## Geschiedenis
Het bedrijf werd in 1883 in een klein winkeltje in Brooklyn opgericht door Friedrich Gretsch, een Duitse immigrant uit Mannheim. Hij begon met het maken van banjo's, drumstellen en tamboerijnen. De oprichter stierf echter onverwacht in 1895, nog voordat hij zijn bedrijf in bloei had kunnen zien. Zoon Fred Gretsch senior bezorgde de muziekinstrumentenfabriek na de Eerste Wereldoorlog een stevige reputatie in precisie en kwaliteit. In 1939 introduceerde Gretsch de Electromatic Spanish, een hollowbody-gitaar met een gitaarelement en daarmee hun eerste elektrische gitaar. De productie van dit instrument was geen lang leven beschoren en werd vanwege de oorlogseconomie al snel gestopt. Het zou tot 1949 duren voor Gretsch de Electromatic in vernieuwde vorm weer in productie zou nemen. In 1942 namen diens zonen Fred jr. en William ('Bill', die echter al snel overleed in 1948) het bedrijf over. Vanaf de introductie van de Electromatic werden ook Gretsch-gitaarversterkers op de markt gebracht. Deze werden extern ontworpen en gebouwd. Eerst door Lyons & Healey. Vanaf 1950 liet Gretsch versterkers door versterkerfabrikant Valco bouwen en waren ze grotendeels identiek aan gitaarversterkers van andere merken (waaronder Supro) die uit dezelfde fabriek afkomstig waren.

### De beste jaren
In 1953 had het bedrijf in reactie op de Telecaster van Fender en de Les Paul van Gibson hun eerst semi-massieve elektrische gitaar, de Duo Jet, op de markt gebracht. "Semi-massief", omdat Gretsch ondanks het massieve uiterlijk anders dan Gibson (toentertijd) toch holtes in de body aanbracht. Voor de Duo Jet en daarop gebaseerde modellen gebruikte Gretsch een afwerkingstechniek die ze al voor drum-ketels gebruikten: een plastic laag in plaats van lak. De kleuren kwamen dan ook overeen met hun drumstellen. Dat jaar introduceerde Gretsch ook hun eerste hollowbody-gitaren met een positieholte waarmee de bekende vormgeving was geboren. Een jaar eerder waren er al hollowbodies met twee elementen geproduceerd.
In 1954 introduceerde Gretsch het nieuwe strak en modern ogende T-roof logo dat sindsdien voor de gitaarlijn werd gebruikt.
De gouden tijd van Gretsch begon rond 1955, dankzij de opkomst van de rock-'n-roll en de definitieve - economische - doorbraak van de muziekindustrie, met in de Verenigde Staten Elvis Presley en in de jaren zestig de Britse explosie met The Beatles en The Rolling Stones. De invloedrijke gitarist en platenproducer Chet Atkins heeft veel bijgedragen aan het Gretsch-succes uit die beginjaren. Later werden deze gitaren ook gebruikt in de rockabilly door Brian Setzer. De melodieuze, wat weemoedig klinkende hollow body-gitaren van Gretsch werden in de muziekscene al wel gebruikt voor blues, country en jazz. In de jaren vijftig echter begonnen concurrerende gitaarbouwers als het jongere Fender en vooral Gibson (met Les Paul) zich voor verkoopsucces te verzekeren van de steun van gitaristen van faam. Atkins leende midden jaren vijftig zijn naam aan een reeks naderhand beroemd geworden Gretsch-modellen.
Vanaf 1960 werden de meeste hollow-body-gitaren met twee positieholtes uitgevoerd (de zogenaamde double cut vormgeving) en een jaar later gebeurde dat ook met de semi-massieve modellen. Kort daarna verving Gretsch de Bigsby-vibrato’s door vibratosystemen van de Engelse gitaarfabrikant Burns. Waarschijnlijk gebeurde dit omdat Bigsby onvoldoende kon leveren. In 1961 bracht Gretsch zijn eerste echt massieve gitaar op de markt; de Corvette.
Typerend voor Gretsch gitaren is de volle en heldere klank. Dit wordt mede bereikt door de gitaar-elementen die Gretsch gebruikt. In 1949 begon Gretsch DeArmond 2000 elementen (waarschijnlijk door een typefout in een Gretsch-catalogus nog regelmatig "200" ipv "2000" genoemd) die door Rowe Industries werden geleverd te gebruiken. Deze werden bij Gretsch al gauw tot Dynasonic omgedoopt. Gretsch bleef ze tot 1958 gebruiken. Dynasonics zijn enkelspoels-opnemers met een typische klank, die overigens ook tot ongenoegen van Gretsch door andere merken als Guild werden gebruikt. Chet Atkins vond de brom die bij enkelspoels elementen hoort storend waarop Gretsch de Filter’Tron Electronic Guitar Head, kortweg Filter’Tron liet ontwikkelen door Jimmy Webster en Ray Butts. Butts had in 1954 al dubbelspoels-elementen ontwikkeld die Chet Atkins op zijn gitaren gebruikte. De Filter’Tron werkt net als de PAF-humbucker van Gibson met twee spoelen die elkaars brom opheffen. De afmetingen en het aantal windingen wijken echter af van de donkerder klinkende PAF-Humbucker omdat men wel de heldere klank van de Dynasonic-elementen najaagde. Ook anders is dat de magneet van een Filter'Tron tussen de spoelen zit terwijl die bij een PAF in het midden onder de spoelen zit. Vanaf 1957 werden Gretsch gitaren vooral met Filter'Tron-elementen uitgerust. De hoeveelheid signaal uit een Filter'Tron-elemenent is beduidend minder dan bij Dynasonics en bijvoorbeeld de elementen van Fender of Gibson. Wie zowel een Filter'Tron-gitaar als een gitaar met andere elementen gebruikt moet bij het wisselen van gitaar dan ook de versterker harder of zachter zetten om het gewenste geluidsniveau te verkrijgen. 
De eerst volgende jaren werden alle Gretsch-gitaren voorzien van Filter’Trons waardoor de goedkopere modellen ondanks een minder prijzige afwerking vrijwel even goed klonken als de duurste modellen. Een jaar na de Filter'Tron ontwikkelde Gretsch daarom ook nog de HiLo’Tron, een enkelspoelselement dat qua vormgeving gelijk was aan de Filter'Tron. Deze was vanaf ca. 1960 terug te vinden op de goedkopere Gretsch gitaren waaronder de Corvette en George Harrison’s Gretsch Tennessean die hij rond 1965 veelvuldig gebruikte nadat hij eerder op een Duo Jet met Dynasonics en meerdere Country Gentlemans met Filter'Trons speelde. HiLo'Trons verwierven dan ook hun eigen schare liefhebbers. Tussen 1957 en 1966 steeg de gitaarproductie van 12 naar 75 gitaren per dag.

### Teloorgang
Na het pensioen van Fred Gretsch jr. werd het bedrijf in 1967 verkocht aan Baldwin Manufacturing. Dit bleek voor het merk geen goede zet. Het bedrijf veranderde de originele modellen om de productie goedkoper te maken of aan een verondersteld nieuw tijdsbeeld te voldoen en gaf ze andere namen. De kwaliteit liep terug en de verkoop eveneens. Het leidde er uiteindelijk toe dat de productie van Gretsch begin jaren 80 werd stopgezet. 
Tijdens de Baldwinjaren werden sommige modellen stereo uitgevoerd. Bijzonder was dat Gretsch niet het ene element naar de ene uitgang en het andere naar de andere uitgang stuurde (zoals bijvoorbeeld Rickenbacker). In plaats daarvan waren de elementen zo aangepast dat het signaal van de hoogste drie snaren naar een andere uitgang dan dat van de laagste drie snaren werd gestuurd.
Ook in de rockmuziek van de jaren 1970 en 1980 waren er liefhebbers van de oude Gretsch gitaren. Billy Gibbons en Malcom Young speelden veelvuldig op oude Gretsches. Samen met de hernieuwde populariteit van offset-Fendergitaren zouden ook Gretschgitaren vanaf midden jaren 1980 ook populair worden in alternatieve rockstromingen. Daarnaast was het gitaarwerk van Brian Setzer van belang voor een hernieuwde opleving van rockabilly waarin Gretsch-gitaren de facto-standaard zijn. Ook speelden meerdere bandleden van de Traveling Wilburys op Gretsches.

### Terugkeer
Aan het einde van de jaren 80 kwam het bedrijf weer terug in de familie Gretsch. In 1989 kocht Fred Gretsch III de naam terug van Baldwin en bouwde het bedrijf opnieuw op. Gretsch opende daarbij de fabriek voor drumstellen in Ridgeland, South Carolina. Ook was kortetijd de merknaam Slingerland eigendom van Gretsch maar die werd al gauw doorverkocht aan Gibson.

### Uitbesteding gitaarlijnen
In 2003 kwam opnieuw een grote verandering, toen de productie en distributie van Gretsch gitaren werd verkocht aan Fender. Hedendaagse Gretsch-gitaren worden zowel naar jaren 50 als jaren 60 ontwerp gebouwd hoewel er kleine verbeteringen zijn. Door de hedendaagse technieken is het mogelijk om de hals stabieler en rechter te maken. Ook zijn de double-cut-modellen anders dan in de jaren ‘60 met een Bigsby-vibrato uitgerust en zit op de meeste modellen een per snaar intoneerbare tune-o-matic brug in plaats van een enkelvoudig metalen zadel.

### Uitbesteding Gretsch Drums
In 2000 sloot Gretsch een licentieovereenkomst met Karman Music die de productie en distributie van Gretsch Drums door dat bedrijf behelst. De fabriek in Ridgeland bleef daarbij de productieplaats voor drumstellen van Gretsch. In 2008 kwam Karman in handen van Fender. In 2014 verkocht Fender de licentie aan drumsfabrikant DW die vanaf 2015 de productie en distributie voor zijn rekening nam. In 2024 werd de licentie verkocht aan GEWA Music. Dat bedrijf is eigendom van het Duitse Musikhaus Thomann, de grootste muziekinstrumentenhandel van de Europa. In Verenigde Staten werd de distributie van Gretsch Drums voortgezet door Hal Leonard die dat al sinds 2017 voor zijn rekening nam.

## Gitaren
- Gretsch 6119, Chet Atkins "Tennessean"
- Gretsch 6120, Chet Atkins "Hollowbody"
- Gretsch 6122, Chet Atkins "Country Gentleman"
- Gretsch 6128 "Duo Jet"
- Gretsch BST 1000
- Gretsch G6131 "Jet Firebird" (single en double cut)
- Gretsch 6132 Corvette (1 HiLo'tron)
- Gretsch G6134 White Penguin, Black Penguin
- Gretsch 6135 Corvette (2 HiLo'trons)
- Gretsch 6136 White Falcon, Black Falcon, Blue Falcon (single en double cut hollowbody)
- Gretsch 6636 White Falcon & Black Falcon (double cut, center block)
- Gretsch G1627
- Gretsch G6131MY
- Gretsch G6199 Billy-Bo Jupiter Thunderbird (Billy Gibbons signatuur model)
- Gretsch Triple Jet

Heden ten dage voert Gretsch drie series elektrische gitaren. 

### Gretsch Streamliner
De Streamliner-serie bevat de goedkoopste Gretsch-gitaren. Deze instapmodellen worden in China geproduceerd en hebben een typenummer in de 2000. Gitaren in deze lijn hebben meestal elementen met het formaat van een paf-humbucker in plaats van de kleinere filtertrons.

### Gretsch Electromatic
De Electromatic-serie (vernoemd naar Gretsch’ eerste elektrische gitaar) werd aanvankelijk in de fabrieken van Peerless en Samick in Zuid-Korea geproduceerd maar dat gebeurt nu ook in China. Dit zijn gitaren in het middensegment. Ze hebben een typenummer in de 5000. Ze zijn meestal voorzien van Gretsch Filter'Trons of daarvan afgeleide Blacktop Filter'Trons die wat agressiever klinkt. Vroege Blacktop Filter'Trons hadden voor een extra stevige sound een ceramische magneet, in de tweede helft van de jaren 2010 werden ze net als normale Filter'Trons met AlNiCo-V magneten uitgerust. Er zijn ook gitaren met P-90’s in deze serie. In het eerste decennium van de 21e eeuw werden ook enkele modellen in deze serie met DeArmond Dynasonics uitgerust. In diezelfde periode werden voor andere gitaren humbuckers gebruikt die het formaat van een PAF-humbucker hadden maar qua geluid meer richting een Filtertron gingen (o.a. op de G5120). Deze humbuckers zijn heden ten dage alleen nog op de goedkoopste Streamliner-serie in gebruik. Ook installeerde Gretsch in die periode op enkele electromatic-modellen (o.a. de G5235T) een eigen ontwerp mini-humbuckers met de afmetingen van Dynasonics. Halverwege de jaren 2010 besloot men het woord "Electromatic" niet meer opzichtig verticaal op de kop van de gitaren uit deze serie te drukken. Bekende hedendaagse modellen uit deze serie zijn de G5420T en de G5435T die goedkopere varianten van de 6120 en 6128 zijn.
In de jaren 2000-2010 was er ook de Gretsch G5222, een kleine vijf watt buizenversterker met alleen een volumeregelaar, uit de Electromatic-lijn op de markt. Deze was op de opdruk, de tolex bekleding en het speakerdoek na identiek aan de Fender Champ 600 heruitgave van dat moment. Opvallend: er is ook een gitaar met typenummer G5222.

### Gretsch Pro
De Pro-serie is zoals de naam doet vermoeden op de professionele gitarist gericht. Deze wordt in Japan geproduceerd en er worden topkwaliteit onderdelen gebruikt. Ze hebben een serienummer in de 6000 en zijn in veel gevallen gebouwd om zoveel mogelijk overeen te komen met de ontwerpen uit de hoogtijdagen. Vaak zijn ze met de hoogwaardige elementen van TV-Jones uitgerust. In de meeste gevallen zijn dit varianten van Filter'Trons maar er zijn ook modellen met HiLo'Trons of Dynasonics. Wanneer er de toevoeging Players Edition in de modelnaam zit betekent dit dat er op een aantal punten bewust is afgeweken van het oude ontwerp om de bespeelbaarheid en werkbaarheid te verbeteren. Denk daarbij aan een "String-through Bigsby" en "locking tuners" waardoor het opspannen van nieuwe snaren minder tijdrovend is, een een Tune-O-Matic brug voor verfijnde intonatie, afgerolde randen van de hals en de kast waardoor deze net als bij een reeds jarenlang bespeelde gitaar (prettiger) aanvoelen.

### Gretsch Historic
Van 1998 tot 2001 werd er de Historic-serie gebouwd. Deze hadden typenummers in de 3000 en werden net als de latere Electromatic-serie door Peerless in Zuid-Korea gebouwd maar komen kwalitatief meer overeen met de Streamliner serie. De vormgeving was anders dan de naam doet vermoeden niet historisch correct.

### Akoestische gitaren
Ook zijn er lijnen met akoestische gitaren.
- De Roots-serie bevat ukeleles, parlorgitaren en resonatorgitaren. Ze hebben een typenummer in de 9000
- De Acoustic Collection omvat westerngitaren sommige van deze gitaren hebben een typenummer in de 5000 dat begint met een 5 gevolgd door een 0. Anderen hebben geen typenummer. Opvallend is het driehoekige klankgat dat een aantal van deze modellen heeft.